# Pierce Township (comté de Lawrence, Missouri)
Pierce Township est un ancien township, situé dans le comté de Lawrence, dans le Missouri, aux États-Unis,.
Le township est baptisé en référence à la ville de Pierce City.

### Source de la traduction
- (en) Cet article est partiellement ou en totalité issu de l’article de Wikipédia en anglais intitulé « Pierce Township, Lawrence County, Missouri » (voir la liste des auteurs).